# يفانغ
يفانغ (بالصينية: 潍坊市 )‏ هي مدينة على مستوى محافظة، في جمهورية الصين الشعبية، تتبع شاندونغ، بلغ عدد سكانها 8,500,000 نسمة، تبلغ مساحتها 15,859 كيلومتر مربع، رمزها البريدي هو 261000.

## مدن توأم
المدن التوأم:
- أورانج، فوكلوز.

## التقسيمات الإدارية
- Weicheng, Weifang [الإنجليزية]‏
- Hanting, Weifang [الإنجليزية]‏
- Fangzi, Weifang [الإنجليزية]‏
- Kuiwen, Weifang [الإنجليزية]‏
- Linqu County [الإنجليزية]‏
- Changle County [الإنجليزية]‏
- Qingzhou [الإنجليزية]‏
- تشوتشنغ  [لغات أخرى]‏
- شوقوانغ  [لغات أخرى]‏
- آنكوي
- غاومي  [لغات أخرى]‏
- تشانغي، شاندونغ  [لغات أخرى]‏.

## أعلام
- يوي يوان
- في في صن